# Arcidiocesi di Uberaba
L'arcidiocesi di Uberaba (in latino: Archidioecesis Uberabensis) è una sede metropolitana della Chiesa cattolica in Brasile. Nel 2022 contava 431.704 battezzati su 708.690 abitanti. È retta dall'arcivescovo Paulo Mendes Peixoto.

## Territorio
L'arcidiocesi comprende 20 comuni nella parte occidentale dello stato brasiliano di Minas Gerais: Água Comprida, Araxá, Campo Florido, Comendador Gomes, Conceição das Alagoas, Conquista, Delta, Fronteira, Frutal, Nova Ponte, Pedrinópolis, Pirajuba, Planura, Prata, Romaria, Sacramento, Santa Juliana, Tapira, Uberaba e Veríssimo.
Sede arcivescovile è la città di Uberaba, dove si trova la cattedrale del Sacro Cuore di Gesù. A Sacramento sorge la basilica minore del Santissimo Sacramento (Basílica do Santíssimo Sacramento Apresentado pelo Patrocínio de Maria).
Il territorio si estende su una superficie di 26.560 km² ed è suddiviso in 61 parrocchie, raggruppate in 9 regioni pastorali: Uberaba, Araxá, Conceição das Alagoas, Frutal, Nossa Senhora da Abadia, Nossa Senhora das Graças,  Ressurreição, Romaria e Sacramento.

### Provincia ecclesiastica
La provincia ecclesiastica di Uberaba, istituita nel 1962, comprende 3 suffraganee:
- diocesi di Ituiutaba,
- diocesi di Patos de Minas,
- diocesi di Uberlândia.

## Storia
La diocesi di Uberaba fu eretta il 29 settembre 1907 con il decreto Romani pontifices della Congregazione Concistoriale, ricavandone il territorio dalle diocesi di Diamantina (oggi arcidiocesi) e di Goiás. Originariamente era suffraganea dell'arcidiocesi di Mariana.
Il 2 aprile 1914 il comune di Paracatu alla diocesi di Montes Claros (oggi arcidiocesi).
Il 18 luglio 1918 cedette una porzione del suo territorio a vantaggio dell'erezione della diocesi di Aterrado (oggi diocesi di Luz).
Il 1º febbraio 1924 entrò a far parte della provincia ecclesiastica dell'arcidiocesi di Belo Horizonte.
Il 1º marzo 1929, il 5 aprile 1955 e il 22 luglio 1961 cedette altre porzioni di territorio a vantaggio dell'erezione rispettivamente della prelatura territoriale di Paracatu (oggi diocesi) e delle diocesi di Patos de Minas e di Uberlândia.
Il 14 aprile 1962 è stata elevata al rango di arcidiocesi metropolitana con la bolla Qui tanquam Petrus di papa Giovanni XXIII.
Il 16 ottobre 1982 ha ceduto un'ulteriore porzione di territorio a vantaggio dell'erezione della diocesi di Ituiutaba.
Il 10 novembre dello stesso anno per effetto del decreto Concrediti gregis della Congregazione per i vescovi ha esteso la sua giurisdizione alla parrocchia di Desemboque nel comune di Sacramento, che prima era appartenuta alla diocesi di Luz.
Il 9 novembre 2002 si è ulteriormente ampliata con il comune di Araxá già appartenuto alla diocesi di Patos de Minas.

## Cronotassi dei vescovi
Si omettono i periodi di sede vacante non superiori ai 2 anni o non storicamente accertati.
- Eduardo Duarte e Silva † (6 novembre 1907 - 14 marzo 1923 dimesso[4])
- José Tupinambá da Frota † (6 aprile 1923 - 10 marzo 1924 nominato vescovo di Sobral)
- Antônio de Almeida Lustosa, S.D.B. † (4 luglio 1924 - 17 dicembre 1928 nominato vescovo di Corumbá)
- Antonio Colturato, O.F.M.Cap. † (2 agosto 1929 - 12 aprile 1938 nominato vescovo di Botucatu)
- Alexandre Gonçalves do Amaral † (5 agosto 1939 - 14 luglio 1978 dimesso)
- Benedito de Ulhôa Vieira † (14 luglio 1978 - 28 febbraio 1996 ritirato)
- Aloísio Roque Oppermann, S.C.I. † (28 febbraio 1996 - 7 marzo 2012 ritirato)
- Paulo Mendes Peixoto, dal 7 marzo 2012

## Statistiche
L'arcidiocesi nel 2022 su una popolazione di 708.690 persone contava 431.704 battezzati, corrispondenti al 60,9% del totale.
| anno | popolazione | popolazione | popolazione | presbiteri | presbiteri | presbiteri | presbiteri                | diaconi | religiosi | religiosi | parrocchie |
| anno | battezzati  | totale      | %           | numero     | secolari   | regolari   | battezzati per presbitero | diaconi | uomini    | donne     | parrocchie |
| ---- | ----------- | ----------- | ----------- | ---------- | ---------- | ---------- | ------------------------- | ------- | --------- | --------- | ---------- |
| 1948 | 635.000     | 660.000     | 96,2        | 106        | 33         | 73         | 5.990                     |         | 86        | 270       | 42         |
| 1961 | ?           | 220.000     | ?           | 39         | 23         | 16         | ?                         |         |           |           | 17         |
| 1970 | ?           | 340.000     | ?           | 54         | 22         | 32         | ?                         |         | 38        | 227       | 21         |
| 1973 | 281.055     | 330.653     | 85,0        | 60         | 19         | 41         | 4.684                     |         | 49        | 218       | 26         |
| 1980 | 379.000     | 423.000     | 89,6        | 59         | 20         | 39         | 6.423                     |         | 56        | 160       | 31         |
| 1990 | 363.000     | 401.000     | 90,5        | 50         | 26         | 24         | 7.260                     |         | 33        | 145       | 32         |
| 1999 | 343.135     | 527.930     | 65,0        | 55         | 37         | 18         | 6.238                     |         | 28        | 160       | 40         |
| 2000 | 378.868     | 597.837     | 63,4        | 68         | 42         | 26         | 5.571                     |         | 26        | 85        | 40         |
| 2001 | 377.470     | 568.967     | 66,3        | 68         | 42         | 26         | 5.551                     |         | 45        | 143       | 41         |
| 2002 | 483.565     | 585.641     | 82,6        | 74         | 54         | 20         | 6.534                     |         | 25        | 55        | 40         |
| 2003 | 442.787     | 692.184     | 64,0        | 71         | 58         | 13         | 6.236                     | 1       | 21        | 136       | 46         |
| 2004 | 444.081     | 693.185     | 64,1        | 75         | 62         | 13         | 5.921                     | 1       | 26        | 121       | 47         |
| 2010 | 539.000     | 746.000     | 72,3        | 78         | 65         | 13         | 6.910                     | 21      | 35        | 146       | 53         |
| 2014 | 565.000     | 782.000     | 72,3        | 77         | 66         | 11         | 7.337                     | 21      | 26        | 222       | 59         |
| 2017 | 580.000     | 724.000     | 80,1        | 84         | 68         | 16         | 6.904                     | 44      | 33        | 80        | 60         |
| 2020 | 452.645     | 694.118     | 65,2        | 78         | 63         | 15         | 5.803                     | 44      | 27        | 123       | 61         |
| 2022 | 431.704     | 708.690     | 60,9        | 81         | 62         | 19         | 5.329                     | 47      | 27        | 109       | 61         |